# Trikala
Trikala (gr. Τρίκαλα) – miasto w środkowej Grecji, w administracji zdecentralizowanej Tesalia-Grecja Środkowa, w regionie Tesalia, w jednostce regionalnej Trikala, nad rzeką Pinios. Siedziba gminy Triki. W 2011 roku liczyło 61 653 mieszkańców. W mieście rozwinął się przemysł spożywczy, maszynowy, skórzano-obuwniczy, drzewny oraz jedwabniczy.

## Miasta partnerskie
- Amberg, Niemcy
- Tucson, USA